# A bolygó neve: Halál
Alien 2. - A bolygó neve: Halál (Eredeti cím: Aliens) - 1986-ban bemutatott amerikai akcióhorror, Ridley Scott "Nyolcadik utas: a Halál" (1979) című filmjének folytatása. James Cameron alkotása nagyobb sikernek bizonyult, mint az első rész, ráadásul számos rajongó és kritikus szerint jobb is lett annál. 1991-ben lézerlemezen hozták először forgalomba a bő negyedórával hosszabb rendezői változatot, amely azóta jószerivel ismertebb, mint az eredeti moziverzió.

## Cselekmény
2179. 57 év telt el azóta, hogy a Nostromo űrhajó legénységét egy ismeretlen földönkívüli lény elpusztította, ám Ellen Ripley hadnagynak végül sikerült kilöknie az Idegent a világűrbe. Ripley mentőkabinját a több évtizedes kozmikus sodródás után megtalálják, ám a Földön hitetlenkedve fogadják történetét a félelmetes lényről, amelynek testében vér helyett sav folyik. A hitetlenség fő oka, hogy a bolygón, amelyen valaha a Nostromo a titokzatos tojásokat találta, már évek óta emberi kolónia található, s a telepesek addig semmilyen nyomát nem találták idegen lények jelenlétének. Hamarosan azonban megszakad a kapcsolat a kolóniával. A Társaság megbízottja, Carter Burke felkéri Ripley-t, hogy egy kommandós expedíció tanácsadójaként térjen vissza a bolygóra, hogy felderítsék, mi történt az emberekkel. A rémálmokkal küszködő Ripley vállalja a megbízást azzal a feltétellel, hogy az expedíció a lények elpusztítására megy, és nem azért, hogy esetleg a Földre hozzák őket. A marcona tengerészgyalogosok félvállról veszik a Ripley által elmondottakat, és vakon bíznak korszerű fegyvereik erejében. A bolygón a kolónia teljesen kihalt, a telepesek eltűntek. A kommandó a laboratóriumban, üveghengerekbe zárva néhány arctámadót talál: már csak kettő mozog. Mindez megerősíti Ripley gyanúját arról, hogy mi történhetett. Sejtelmei beigazolódnak, amikor találnak egy túlélőt: egy kislányt, akinek sikerült megmenekülnie az idegen lények elől. Érzékelők segítségével a tengerészgyalogosok a telepesek nyomára akadnak. Már késő: egy nő kivételével mindannyian halottak. A katonák saját szemükkel láthatják, amint a nő mellkasából megszületik egy idegen lény, melyet azonban sikerül elpusztítani. Ekkor viszont elszabadul a pokol. Mintha megelevenednének a falak, mindenhonnan óriási földönkívüliek támadnak a katonákra, akik hullanak, mint a legyek. Az expedíció tapasztalatlan parancsnokának tehetetlenségét megelégelve Ripley egy páncélozott járműben maga indul a túlélők kimentésére. Sikerül is kihoznia néhány tengerészgyalogost. Elhatározzák, hogy a lehető legsürgősebben távoznak a bolygóról, melyet a világűrből fel fognak robbantani. A terv azonban meghiúsul: egy földönkívüli ugyanis bejut a leszállóegységbe, megöli a pilótákat, és a jármű felrobban. Így a túlélők (Ripley, Newt, Hicks, Hudson, Vasquez, Burke, az android Bishop és az eszméletlen Gorman) a bolygón ragadnak. Ripley-ék a bolygón rekednek, heteket kéne várniuk egy újabb mentőexpedíció érkezéséig. Visszatérnek a kolóniára, elbarikádozzák magukat, és megpróbálják felvenni az egyre kilátástalanabbnak tűnő harcot az idegen lények ellen.
Itt szembesülnek azzal, hogy az atmoszféra-feldolgozó egység, ami a levegőt termeli, hamarosan felrobban, és mindent elpusztít. Bishop kimegy egy vezetéken, hogy megjavítva az antennákat a bolygóra hívja a másik leszállóegységet, mielőtt a szörnyek támadnának. Ezalatt Ripley szembesíti Burke-öt azzal, hogy ő küldte a telepeseket az űrhajó roncsaihoz. Burke Newtra és Ripley-re uszítja a megmaradt arctámadókat, mivel Ripley nem engedte, hogy egyet is a hajóra és a Földre vigyenek, ezért az ő testükben akarta volna őket becsempészni. Azonban a többiek időben jönnek, és megölik azokat. Burke-öt csak a szörnyek támadása menti meg, akik a barikádokon belülre jutottak. Burke elszökik, azonban egy lény hamarosan megöli őt. A támadásban Hudson, Vasquez és Gorman is az életét veszti. Menekülés közben Newtot elkapják a szörnyek, ezért Ripley utána megy, és megmondja Bishopnak, hogy az immáron leérkezett géppel maradjon az atmoszféra-feldolgozó egység mellett. Ripley bemegy, és kiszabadítja Newtot, de eközben találkozik a tojásokat tojó királynővel. Ripley felgyújtja az összes tojást, amiért a királynő elkezdi őket üldözni, ám Bishop még épp időben, a robbanás előtt felszedi őket és hagyják el a bolygót. Hicks eszméletlen a nyugtatóktól. A hajón azonban kiderül, hogy a királynő is feljutott oda, és kettétépi Bishopot. Ezután Ripley egy rakodórobot erejét kihasználva verekedésbe bocsátkozik vele, majd egy zsilipen át kitaszítja az űrbe. Ripley, Newt, Hicks és ami megmaradt Bishopból, hibernálódva hazafelé indul.

## Így készült a film

### Sztoritervezetek
James Cameron 1983 szeptemberében kezdett foglalkozni az akkor még Alien II címet viselő projekttel. Az első vázlatokban még nem szerepelt Burke figurája. Szövege egy részét egy dr. O’Niel nevű szereplő mondta, aki nem vett volna részt az expedícióban. Ripley lánya életben maradt, s egy képtelefonos beszélgetésben azzal vádolta volna anyját, hogy elhagyta őt az űrutazás miatt. A bolygó neve LV-426 helyett Acheron lett volna. Láthattuk volna azt is, hogy az idegenek fészkénél az egyik tojásból egy arctámadó Newt apjának az arcára ugrik, sőt a később odaérkező mentőexpedíció tagjait is megtámadják a tojásokból kiugró lények. A földönkívüliek egy szúrással megbénítják az embereket, mielőtt megölnék vagy gubóba zárnák őket. A cselekmény során Ripley, Newt és Hicks is gubókba kerültek volna. A foglyul ejtett emberekből különböző idegen lények születtek volna: a harcos változatnál kisebbek, illetve albínók. Bishop megtagadja, hogy leszálljon a bolygón és kimentse a három főszereplőt, mondván, hogy túl nagy a kockázat. Ripley végül a telepesek hajójával tért volna vissza a Sulacóra. Joseph Conrad Nostromo című novellájának címéből származott A nyolcadik utas: a Halál űrhajójának a neve. Ugyancsak e novellából való A bolygó neve: Halál űrhajójának neve, a Sulaco is: Conradnál így hívták a várost. Bishop saját beültetett programjáról elmondott szavai megegyeznek a robotika három törvénye közül az elsővel, amelyet Isaac Asimov fogalmazott meg a műveiben. A bolygó neve: Halálban hangzik el először a Társaság neve: Weyland Yutani. A név jól olvasható a falakon és a berendezési tárgyakon a rendezői változat azon jelenetében, amely az LV–426-on játszódik az idegen lények megjelenése előtt. Állítólag Weyland Yutaninak hívták Ridley Scott korábbi szomszédját, akit a rendező nem kedvelt, és azzal kívánt emléket állítani neki, hogy egy gátlástalan konszernt nevezett el róla. A jól hangzó anekdota ellenére a nevet valójában Ron Cobb alkotta. (Cobb tervezte egyébként a Nostromót és a legénység egyenruháit is.) A legtöbb kihagyott jelenet szerepel Alan Dean Foster regényében.
Már az első forgatókönyv-tervezetek is nagyon hasonlítottak a kész filmre, de néhány jelenetet mégis kihagytak.
- Egy futurisztikus miliőben játszódó zuhanyjelenetben Ripley további részleteket közöl a kommandósokkal az arctámadóról, kb. úgy jellemezve azt, mint egy „két lábon járó nemi szerv”. Hudson erre így reagál: „Akárcsak te, Hicks.”[mj 1]
- Harminc atmoszféra-feldolgozó egység van a bolygón, de a kész filmben csak egyet látunk.
- Newt kijelenti, hogy szeretne Ripley lánya lenni. Bishop a szűk alagútban találkozik egy idegen lénnyel. (Ez a jelenet a végső forgatókönyvben is szerepel, ám a film egyik változatába se került be.)
- A második szállítóhajó automatikusan tankol, mielőtt Bishop vezérlése alatt elhagyja a Sulacót.
- Sem a moziváltozatban, sem a rendezői változatban nem látható az a leforgatott jelenet, amelyben Ripley rátalál Burke-re egy gubóban, és gránátot ad neki, hogy megölhesse magát. Cameron állítólag azért hagyta ki a jelenetet, mert úgy ítélte meg, hogy Burke átalakulása az előző részhez képest túl gyors lett volna, hiszen abban Kane arcáról hosszabb idő után vált le az arctámadó.

### A stáb

#### Sigourney Weaver
Miközben folytak a gázsitárgyalások Sigourney Weaverrel, a stúdió utasította Cameront, hogy készítsen alternatív cselekménytervezetet Ripley nélkül. Cameron ezt megtagadta, mondván, hogy az egész sztori Ripley-re épül, a személye nélkülözhetetlen. Weaver egyébként eleinte nem akarta elvállalni a folytatást, mert félt, hogy szerepe kidolgozatlan, rosszul megírt lenne. Cameron elképzeléseinek ismeretében végül aláírta a szerződést. Közölte viszont a rendezővel, hogy három dolgot semmiképp nem akar csinálni a filmben: fegyvert használni, meghalni és idegen lénnyel szerelmeskedni. Első kívánságát nem tudták figyelembe venni, sőt a másik kettőre is végül sor került a későbbi folytatásokban. A színésznő előző filmje, a Diplomás utcalány (1986) forgatásának befejezése csúszott, ezért Weaver a tervezettnél három héttel később tudott csak Cameron rendelkezésére állni. Emiatt a stáb kénytelen volt a forgatást azzal az egyetlen jelenettel kezdeni, melyhez nem volt szükség a színésznőre: az idegen lények első, nagyszabású támadásával. A bolygó neve: Halál forgatása 1985. szeptember 30-án kezdődött, és 1986. február 28-án ért véget.

#### A többi színész
Hicks szerepét James Remar játszotta volna, de néhány nap után lecserélték Michael Biehnre (teljes neve: Michael Connell Biehn). A hivatalos indok a Remar és James Cameron közötti „művészi nézeteltérések” voltak. A Remarral készült képsorok némelyikét azonban felhasználták a végső változatban, ahol a figura távolról és/vagy hátulról látható. Biehn Cameron jó barátja volt, szerepelt a rendező előző (Terminátor, 1984) és következő (A mélység titka, 1989) filmjében is.
A Bishopot alakító Lance Henriksen szintén a rendező barátja volt, szerepelt Cameron előző két filmjében, a Piranha 2-ben (1981) és a Terminátorban is. Bill Paxton ugyancsak a Cameronnal ápolt barátságának köszönhetően került a filmbe. Korábban a Terminátorban még csak aprócska szerepet játszott, a Két tűz közöttben (1994) és a Titanicban (1997) viszont jóval nagyobb feladatokat kapott.
Jenette Goldsteinnek A bolygó neve: Halál volt az első filmje. Cameron a Terminátor 2 – Az ítélet napja (1991) és a Titanic (1997) című filmjeiben is szerepeltette.
Az őrmestert játszó Al Matthews (*1944) volt a valóságban az első fekete tengerészgyalogos, akit őrmesterré léptettek elő a vietnámi harctéren teljesített szolgálatáért.
Tip Tipping (1958–1993) eredeti neve: Tim Tipping. Hét évvel Cameron filmjének forgatása után, egy baleseteket rekonstruáló televíziós show-műsor felvételei közben hunyt el: ejtőernyős zuhanás közben nem nyílt ki az ejtőernyője.
Carrie Henn teljes neve: Caroline Marie Henn. Mindenféle színészi tapasztalat nélkül kapta meg Newt szerepét, és más filmben azóta se játszott. Filmbéli bátyját igazi bátyja, Christopher játszotta, de a kisfiú jelenetei csak a rendezői változatban szerepelnek.
A tengerészgyalogosokat játszó színészek kéthetes felkészítésen vettek részt az S. A. S. (a brit antiterrorista kommandó) egységében, valamint el kellett olvasniuk Robert A. Heinlein Csillagközi invázió című regényét is. (Ebből készült Paul Verhoeven 1997-es azonos című filmje.) Michael Biehn hiányzott a kiképzésről, mivel ő később került a stábba. A kéthetes felkészítésen Sigourney Weaver, Paul Reiser és William Hope sem vett részt. Cameron ugyanis úgy gondolta, hogy az általuk játszott szereplőknek a kommandósoktól való elkülönülése ezáltal is jobban kifejezésre jut: Ripley (Weaver) tanácsadóként van jelen, Burke (Reiser) anyagi érdekből, Gorman (Hope) pedig kezdő hadnagyként, aki beosztottjainál is kevesebb harci tapasztalattal rendelkezik. A rendező a színészek öltözékét személyes jellegű feliratokkal látta el. Bill Paxton páncélján például a Louise felirat volt olvasható, mivel ez a színész feleségének keresztneve. Cynthia Dale Scott sisakján a Blue Angel (Kék Angyal) felirat szerepelt. A színésznő által játszott figurát ugyanis Dietrich-nek hívták, A kék angyal pedig a világhírű Marlene Dietrich híres szerepe volt. A tengerészgyalogosok átalakított M–1 ballisztikus sisakot viseltek. Csupán kettőjüknek (Crowe és Wierzbowski) nincsen szövege (Habár Wierzbowski halála előtt ordít): ők az első áldozatok között vannak, mindössze a film elején láthatók néhány képsoron. A bolygó neve: Halál jeleneteit – amint az a filmgyártásban általános gyakorlat – nem időrendben vették fel. A realitás érdekében Cameron utolsónak forgatta le azt a képsort, melyben először látjuk a tengerészgyalogosokat. A színészek ekkor már hónapokat töltöttek együtt, s így köztük is kialakult az a bajtársiasság, amelyet ebben a jelenetben érzékeltetni kellett.

#### Az operatőr és a zeneszerző
Dick Bush operatőrt egy hónappal a forgatás kezdete után Cameron elbocsátotta, mert elégedetlen volt a megvilágítással. Az a hír járta, hogy a két férfi gyűlölt együtt dolgozni. Cameron Derek Vanlintet próbálta szerződtetni, őt viszont nem érdekelte a munka, inkább Adrian Biddle-t ajánlotta maga helyett. Később, a DVD-korszakban sokan felemlegették, hogy A bolygó neve: Halál képe feltűnően szemcsés. Ez azonban nem véletlen: az alkotók ezzel a módszerrel kívánták elérni, hogy a néző ne vegye észre a felvételekhez nélkülözhetetlen különféle kábeleket és az időnkénti háttérvetítést. James Horner zeneszerző azt nyilatkozta, hogy James Cameron rendkívül kevés időt adott neki a filmzene megírására. A produkció utómunkálatai során annyira kiéleződtek köztük az ellentétek, hogy Horner elhatározta, soha többé nem fog Cameronnal dolgozni. A rendezőnek viszont annyira tetszett Hornernek A rettenthetetlenhez (1995) írt zenéje, hogy felkérte a Titanic zenéjének megkomponálására is. Jerry Goldsmithnek A nyolcadik utas: a Halálhoz írt zenéje hallható abban a jelenetben, amelyben a szörnykirálynő elől menekülő Ripley és Newt a liftre várakozik. A két jelenet felépítése is hasonló: elkezdődött a visszaszámlálás a végső robbanáshoz, csak A bolygó neve: Halálban Ripley nem egyedül próbál menekülni.

### A díszletek, a kellékek és a trükkök
A Nostromo mentőhajója, a Narcissus eredeti modelljei és tervrajzai nem kerültek elő, ezért a tervezők A nyolcadik: utas a Halál megtekintése által rekonstruálták a Narcissus modelljét és belső terét. Anyagi okok miatt a film elején tükröket használtak, hogy azok segítségével a Sulaco fedélzetén található hibernáló ágyakból többet tudjanak mutatni, mint amennyi valójában volt. A Sulaco padlórácsozatának megalkotásához felhasználták A nyolcadik utas: a Halálból megőrzött kelléket. James Cameron több díszlettervezővel konzultált arról, hogyan nézzen ki az a hajó, amellyel a kommandósok a Sulacóról a bolygóra érkeznek. Számos sikertelen terv után végül egy ún. Apache helikoptermodell és más alkatrészelemek felhasználásával saját maga készített egy modellt a tervezett díszlethez. Az M–56 fegyvereket, valamint a bázist őrző automata fegyvereket a német MG 42 gépfegyver alapján tervezték. A kommandósok által használt fegyver lényegében egy Thompson M1A1 gépfegyver volt egy alatta elhelyezett Frenchi SPAS 12 vadászpuskával. Az egyik jelenetben, amikor Vasquez a légaknában egy idegen lényre lő egy kézipisztollyal, a szerepet játszó Jenette Goldstein nem tudta megfelelően használni a fegyvert, ezért Gale Anne Hurd producer helyettesítette azokon a képkockákon, melyeken a fegyver tüzelés közben látható. A film forgatása során háromféle füstöt is használtak, de ezek egyikét azóta tilos alkalmazni. A felvételek befejezése után az egyik díszlet annyira épségben maradt, hogy a Batman (1989) című filmben is felhasználták.
Szó volt arról, hogy H. R. Gigert ismét felkérik, hogy ehhez a filmhez is készítsen terveket, de Cameron megvétózta az ötletet. Közölte, hogy csupán a szörnykirálynő alakja igényelne tervezést, ahhoz viszont ő már addigra készített néhány rajzot. A harcoló idegen lényekével szemben a szörnykirálynő fogazata áttetsző. A telepesnő melléből kirobbanó idegen lénynek jól láthatóan karjai voltak. A nyolcadik utas: a Halálban megszületett idegen lénynek is lettek volna, de Ridley Scott rendező úgy döntött, hogy az ne legyen látható. Az egyik laboratóriumi hengerben talált élő idegen lény (az arctámadó) mozgatására ugyanazt a módszert használták, mint Cameron első filmjében, a Piranha 2-ben az egyik repülő hal esetében. Minden egyes lábat külön ember mozgatott, és külön személy volt a farok mozgatására is: összesen kilenc emberre volt szükség ebben a jelenetben. Az egyik epizódban Ripley-re ráugrik egy arctámadó, miután ő működésbe hozta a tűzriasztót, ami vizet spriccelt szét a helyiségben. Cameron a speciális effektekért felelős szakemberektől olyan modellt kért, ami alkalmas arra, hogy a Ripley felé történő mozgást végrehajtsa. Az arctámadó leugrását az asztalról a rendező fordított irányú filmezéssel oldotta meg. A modellt az asztal aljához helyezték, majd visszarántották. A képsort visszafelé vágták be a filmbe, ezért úgy látszott, mintha a lény ugrana az asztalról. Gondot jelentett viszont, hogy a cselekmény szerint ekkor már spriccelt a víz a mennyezetből, ezért a visszafelé játszott képkockákon a vízcseppek is ellentétes irányba mozogtak. A trükk végül annyira rövid ideig tart, hogy ez nem vehető észre. A film vége felé látható liftjelenetben Ripley a brit fegyveres erőknél használt gázálarctáskát viseli. Egyes képsorokban egyébként Sigourney Weaver egy Newtról mintázott bábut vitt a karjaiban Carrie Henn helyett. A legtöbb jelenetet „éles”-ben, utólagos trükkök nélkül vették fel. Ripley és a szörnykirálynő harcát 5 napig forgatták. Cameron előbb felvette Sigourney Weaver és egy hatalmas bábu „küzdelmét”, majd ezt kiegészítette olyan képsorokkal, melyekben kb. egyméteres bábuk küzdenek méretarányos díszletek között.
Lance Henriksen dupla kontaktlencsét akart viselni abban a jelenetben, amelyben laboratóriumi munkáját kis időre félbeszakítja egy betoppanó tengerészgyalogos, ő pedig ijesztő pillantással néz fel rá. A lencsékkel érkezett a felvételre, de Cameron nem egyezett bele azok használatába, mondván, hogy Henriksen már addig is elég hátborzongatóan játszotta a szerepet. A Bishop által bemutatott késes mutatvány Roman Polanski Kés a vízben (1962) című filmjében volt látható először. John Carpenter Sötét csillag (1974) című művének egyik szereplője is megcsinálja, és ugyanúgy elvéti, mint Cameron filmjében Bishop. A motívum az Alien vs. Predator – A Halál a Ragadozó ellen (2004) című filmben is szerepel.

## Rendezői változat

Lance Henriksen és Sigourney Weaver

A moziváltozat megtekintése után Sigourney Weaver azzal fenyegetőzött, hogy nem fog több alien-filmet elvállalni, ha nem kerül a közönség elé a rendezői verzió is. Kompromisszumos megoldásként 1991-ben a film speciális változatát kiadták lézerlemezen. A bővebb változat elején látható egy jelenet, amely az LV-426-on játszódik, az idegen lények támadása előtt. Láthatjuk Newtot, a testvérét és a szüleit, amint az ismeretlen űrhajó felderítésére indulnak, majd az apát a polipszerű lénnyel az arcán hozza vissza a felesége, aki kétségbeesetten kér segítséget rádión. Megtudhatjuk, hogy Ripley-nek volt egy lánya, aki meghalt, miközben az anyja évtizedekig sodródott a világűrben. Részletesebben megismerhetjük a tengerészgyalogosok fegyvereit, és láthatjuk működés közben az idegenek behatolásának megakadályozására felállított automata lövegeket is. Magyarországon  A bolygó neve: Halál először a rendezői változatban jelent meg VHS-en és DVD-n is. A kilenclemezes Alien Quadrilogy című DVD tartalmazta a film mozis és rendezői változatát is. (Egyébként az Alien-széria mind a négy része kétféle változatban szerepel a kiadványon.)

## Szereplők
- Ellen Ripley - Sigourney Weaver
- Rebecca 'Nyuszi/Newt' Jorden - Carrie Henn
- Dwayne Hicks tizedes - Michael Biehn
- Bishop - Lance Henriksen
- Carter J. Burke - Paul Reiser
- William Hudson közlegény - Bill Paxton
- S. Gorman hadnagy - William Hope
- J. Vasquez közlegény - Jenette Goldstein
- A. Apone őrmester - Al Matthews
- M. Drake közlegény - Mark Rolston
- R. Frost közlegény - Ricco Ross
- C. Ferro tizedes - Colette Hiller
- D. Spunkmeyer közlegény - Daniel Kash
- C. Dietrich tizedes - Cynthia Dale
- T. Crowe közlegény - Tip Tipping
- T. Wierzbowski közlegény - Trevor Steedman
- Van Leuwen - Paul Maxwell
- ECA képviselő - Valerie Colgan
- Biztosító képviselője - Alan Polonsky
- Orvosi technikus - Alibe Parsons
- Doktor - Blain Fairman
- Begubózott telepes - Barbara Coles

A Rendezői változatban felbukkanó új karakterek:
- Anne Jorden - Holly De Jong
- Russ Jorden - Jay Benedict
- Timmy Jorden - Christopher Henn
- Simpson - Mac McDonald
- Lydecker - William Armstrong

## Magyar változat

### Magyar hangok
| Szereplő                         | Magyar hang            | Magyar hang            |
| Szereplő                         | 1. szereposztás (1988) | 2. szereposztás (1995) |
| -------------------------------- | ---------------------- | ---------------------- |
| A ROHAMOSZTAG                    |                        |                        |
| Ellen Ripley                     | Farkas Zsuzsa          | Menszátor Magdolna     |
| Dwayne Hicks tizedes             | Rátóti Zoltán          | Salinger Gábor         |
| Bishop                           | Tolnai Miklós          | Tolnai Miklós          |
| William Hudson közlegény         | Juhász Jácint          | Zubornyák Zoltán       |
| S. Gorman hadnagy                | Gáti Oszkár            | Bognár Zsolt           |
| J. Vasquez közlegény             | Andai Györgyi          | Bertalan Ágnes         |
| A. Apone őrmester                | Kránitz Lajos          | Uri István             |
| M. Drake közlegény               | Dózsa László           | Dózsa Zoltán           |
| R. Frost közlegény               | Nagy Gábor             | Breyer Zoltán          |
| C. Ferro tizedes                 | Frajt Edit             | Papp Ágnes             |
| D. Spunkmeyer közlegény          | Konrád Antal           | Koncz István           |
| C. Dietrich tizedes              | Kovács Erika           | Madarász Éva           |
| T. Wierzbowski közlegény         | Azonosítatlan          | Azonosítatlan          |
| T. Crowe közlegény               | Nem szólal meg         | Nem szólal meg         |
| WEYLAND YUTANI TÁRSASÁG          |                        |                        |
| Carter J. Burke                  | Balázsi Gyula          | Pusztaszeri Kornél     |
| Van Leuwen                       | Elekes Pál             | Kardos Gábor           |
| ECA képviselő                    | Azonosítatlan          | Azonosítatlan          |
| Biztosító képviselője            | Gergely Róbert         | Szűcs Sándor           |
| Orvosi technikus                 | Pregitzer Fruzsina     | Azonosítatlan          |
| Doktor                           | Azonosítatlan          | Azonosítatlan          |
| Ripley-t megtaláló hajó pilótája | Dimulász Miklós        | Azonosítatlan          |
| TELEPESEK AZ LV-426-ON           |                        |                        |
| Rebecca 'Nyuszi/Newt' Jorden     | Ardai Viktória         | Molnár Ilona           |
| Begubózott telepes               | Csere Ágnes            | Pálinkás Ágnes         |
| Anne Jorden                      | -                      | Soós Imréné Judit      |
| Russ Jorden                      | -                      | Imre István            |
| Timmy Jorden                     | -                      | Glósz Viktor           |
| Simpson                          | -                      | Gyürki István          |
| Lydecker                         | -                      | Wohlmuth István        |

### Szinkronstáb
| Munkakör                        | Szakember              | Szakember              |
| Munkakör                        | 1. szereposztás (1988) | 2. szereposztás (1995) |
| ------------------------------- | ---------------------- | ---------------------- |
| Magyar szöveg                   | Schéry András          | Németh Attila          |
| Hangmérnök                      | Zombori László         | Policza Imre           |
| Rendezőasszisztens:             | Polecsák Irma          | Horváth László         |
| Vágó                            | Baja Gábor             | Kern Mária             |
| Gyártásvezető                   | Németh Piroska         | Hegymegi Kiss Pál      |
| Szinkronrendező                 | Várkonyi Gyula         | Somló Andrea           |
| Cím, Szövegek, Stáb felolvasása | Korbuly Péter          | Korbuly Péter          |

## Magyar kritikai visszhang
„Ez a sci-finek álcázott rémfilm aljasul profi munka. Dramaturgiája és látványeffektusai olyan biztonsággal hatolnak el tudatalattink archetípusos félelmeihez, mint ahogy a filmbéli szörny juttatja a lárváit az élő ember belsejébe. […] A film – »kalandosságát« színesítendő – némi akciófilm-imitációt is bevet egy tucatnyi tengerészgyalogos segítségével… […] Aztán ebben a filmben már nem macska szerepel Mit-sem-sejtő Ártatlan Lényként, hanem egy ennivalóan pisze, Nyuszi nevű kislány, ami azért elég elcsépelt fogás, és ráadásul egyáltalán nem növeli a feszültséget, mert míg a macskáért aggódhatunk, addig Nyusziról azonnal tudható, hogy bármi történhet, ő maximum csak egy kicsit maszatosabb lesz, de amúgy a hajaszála sem fog görbülni. Végül: egy szörny helyett most több tucatnyival kell hőseinknek szembenéznie, ami ugyancsak nem okoz a filmben minőségi változást.”

(Szemadám György kritikája. In: Filmvilág 1988/4, 52. oldal)
„James Cameron sci-fije a korábban bemutatott – Ridley Scott rendezte – A nyolcadik utas: a Halál folytatása. Egyben horrorfilm és kommandófilm, amelyben szörnyek légiói ellen folyik a gyilkos küzdelem. A filmszaklapok egyöntetű lelkesedéssel írnak a filmről, kiemelve, hogy Cameron nem egyszerűen megismételte az első rész receptjét, hanem új történetet talált ki, amelynek mások a törvényszerűségei.”

(Mozgó Képek 1988. április, 6. oldal)

## Érdekességek
- James Cameron és az egyik producer, Gale Anne Hurd 1985 és 1989 között házasok voltak. Kapcsolatuk a Terminátor (1984) forgatása során kezdődött.
- Abban a jelenetben, melyben Burke és Ripley a nő pszichológiai kiértékelését beszélik meg, egy People magazin látható az asztalon.
- A film egyik jelenetében Newt megharapja Hicks kezét. A Hickset játszó Michael Biehn James Cameron két másik filmjében (Terminátor; A mélység titka) is olyan figurákat játszott, akiknek a kezét egy másik szereplő megharapja.
- A rendezői változat egyik jelenetében a Ripley lányát ábrázoló képen valójában Weaver édesanyja, Elizabeth Inglis színésznő látható.
- A film mindkét változatában a 15 perces visszaszámlálás jelenete csakugyan 15 percig tart.

## Fontosabb díjak és jelölések
Oscar-díj (1987)
- díj: Don Sharpe (legjobb hangeffektek)
- díj: Robert Skotak, Stan Winston, John Richardson, Suzanne M. Benson (legjobb vizuális effektek)
- jelölés: Sigourney Weaver (legjobb női főszereplő)
- jelölés: Peter Lamont, Crispian Sallis (legjobb díszlet)
- jelölés: Ray Lovejoy (legjobb vágás)
- jelölés: James Horner (legjobb filmzene)
- jelölés: Graham V. Hartstone, Nicolas Le Messurier, Michael A. Carter, Roy Charman (legjobb hang)

Golden Globe-díj (1987)
- jelölés: Sigourney Weaver (legjobb női főszereplő – mozifilmek, drámai kategória)

BAFTA-díj (1987)
- díj: Robert Skotak, Stan Winston, John Richardson, Brian Johnson (legjobb vizuális effektek)
- jelölés: Graham V. Hartstone, Roy Charman, Don Sharpe (legjobb hang)
- jelölés: Peter Robb-King (legjobb smink)
- jelölés: Peter Lamont (legjobb produkciós tervezés)

- 1. magyar szinkron: MTV1
- 2. magyar szinkron: RTL Klub